# Жутаутас, Гедрюс
Гедрюс Жутаутас (лит. Giedrius Žutautas, 15 марта 1974, Гаргждай, Литовская ССР, СССР) — литовский футболист, защитник. Выступал в высших дивизионах Литвы, России и Латвии, а также за сборную Литвы.

## Клубная карьера
Воспитанник футбольной школы в Гаргждай, с 1986 года учился в спортивной школе-интернате в Паневежисе.
В 1991 году начал играть на взрослом уровне в клубе «Банга» (Гаргждай), выступавшем во втором дивизионе Литвы. Следующий сезон провёл в клубе «РОМАР» (Мажейкяй), затем три года выступал за «Сириюс» из Клайпеды (позже переименованный в «ЯР Клайпеда»). В середине сезона 1995/96 Жутаутас перешёл в «ФБК Каунас». 6 апреля 1996 года в матче против «Кареды» забил свой единственный гол на высшем уровне.
В начале 1997 года Гедрюс Жутаутас вместе с тренером Беньяминасом Зелькявичюсом и группой литовских футболистов перешёл в российский «КАМАЗ-Чаллы» из Набережных Челнов. Первый матч в Российской премьер-лиге он сыграл 16 марта 1997 года против «Алании» (0:5). Всего за сезон он сыграл 23 матча и не смог помочь клубу удержаться в высшей лиге.
На следующий год Гедрюс Жутаутас выступал во втором дивизионе России за «Торпедо-ЗИЛ» и в первом дивизионе за нальчикский «Спартак». В 1999 году он вернулся в Литву, в свой прежний клуб «ФБК Каунас» и в коротком осеннем сезоне 1999 года стал чемпионом страны.
В 2000—2001 годах Гедрюс Жутаутас играл в Латвии за лиепайский «Металлург», дважды становился бронзовым призёром чемпионата Латвии.
В 2002 году Гедрюс Жутаутас выступал за вильнюсскую «Швиесу», занявшую четвёртое место в первой лиге и пробившуюся в переходные матчи. В переходных матчах Жутаутас забил один из двух голов своей команды и помог ей выйти в высшую лигу. Следующий сезон Жутаутас провёл в другом клубе первой лиги — «Родовитас» (Клайпеда), после чего завершил карьеру.
После окончания карьеры эмигрировал в США, живёт в Чикаго, играет за команду литовской диаспоры.

## Международная карьера
Гедрюс Жутаутас дебютировал в сборной Литвы 8 июля 1996 года в матче Балтийского кубка против Латвии. Всего он сыграл 12 матчей за сборную, последним был товарищеский матч 26 июня 1999 года против Аргентины. На счету Жутаутаса 2 матча в отборочном турнире Чемпионата Европы, 5 — в неофициальных турнирах и 5 товарищеских.

## Семья
Младший брат Дарюс (р. 1978) также профессиональный футболист, выступал за сборную Литвы.